# متیسون (ایلینوی)
متیسون (به انگلیسی: Matteson) یک روستا در ایالات متحده آمریکا است که در ایلینوی قرار دارد. متیسون ۲۴٫۱۸ کیلومتر مربع مساحت و ۱۹٬۰۰۹ نفر جمعیت دارد.